# Leptogium inversum
Leptogium inversum är en lavart som beskrevs av P. M. Jørg. & Wallace. Leptogium inversum ingår i släktet Leptogium och familjen Collemataceae.   Inga underarter finns listade i Catalogue of Life.